# Eutanyacra consignata
Eutanyacra consignata là một loài tò vò trong họ Ichneumonidae.